# Carl Ronning
Carl Ronning (* 18. Dezember 1863 in Bielefeld; † 5. Juli 1949 in Bremen) war ein deutscher Kaufmann und Bremer Kaffeeröster.

## Biografie
Ronning war der Sohn eines Tischlermeisters. Er absolvierte eine Lehre im Kaffeehandel in Celle. Danach war er in Hannover bei der Firma Grote beschäftigt.
1892 zog er nach Bremen und nahm eine Tätigkeit bei der Firma Roselius & Co. auf. 1894 gründete er seine eigene Firma, die erstmals abgepackten Kaffee verkaufte. Er importierte und röstete Kaffee und unterhielt in Ostafrika später eigene Kaffeeplantagen. 1925 baute er eine Kaffeerösterei an der Hohentorstraße und gliederte ihr ein Versandgeschäft an. Sein Ladengeschäft befand sich in der Sögestraße Nr. 54 in Bremen. Es wurde im Zweiten Weltkrieg zerstört.
Nach dem Krieg löste der Neubau des Ronning-Hauses von Ronning-Kaffee 1950 in Bremen eine heftige Diskussion darüber aus, wie in der Altstadt gebaut werden sollte. In der Sögestraße waren einheitlich traufständige Häuser vorgeschrieben, während Ronning nach Plänen von Heinz Logemann hinter den Bauplanen entgegen der Genehmigung ein Giebelhaus baute. Nach einer Befragung der Bevölkerung, die sich zu 98 % für den Giebel aussprach, genehmigte Senator Emil Theil (SPD)  nachträglich diese Form des Bauwerks. Das Gebäude blieb stehen und steht heute unter Denkmalschutz.
Die Großrösterei der Carl Ronning GmbH befindet sich in der Neustadt an der Dortmunder Straße. Nach dem Tod von Ronning übernahm der Sohn Otto Ronning (1905–1983) in den 1950er Jahren das Unternehmen. Seine Tätigkeit endete, als die Firma 1966 von Melitta übernommen wurde.

### Ehrungen
- Die Carl-Ronning-Straße in der Bremer Altstadt wurde nach ihm benannt.
- Das Kulturhaus Ronning für Konzerte und Begegnung in Bremen in der Benquestrasse trägt seinen Namen.